# 斯普里尼卡河
斯普里尼卡河（烏克蘭語：Спринька），是烏克蘭的河流，位於該國西部，流經利沃夫州的桑博爾區，屬於切爾哈夫卡河的支流，河道全長13公里，流域面積40平方公里。